# Hirtenberger Defence Systems
Az ausztriai székhelyű Hirtenberger Defence Systems (HDS) vállalat Európa egyik meghatározó aknavetőket és aknavetőgránátokat gyártó vállalata. A magát csak „az aknavetőcégnek” aposztrofáló vállalat 60 mm, 81 mm és 120 mm űrméretben gyárt aknavetőket és lőszereket, és fejlett digitális tűzvezető rendszereket is kínál hozzájuk.
2019-ben a magyar állam megvásárolta a Hirtenberger Defence Systems vállalatot a Zrínyi haderőfejlesztési program keretében megvalósuló hadipari fejlesztés részeként. A honvédelem szempontjából elsősorban az aknavetőgránát-gyártás miatt volt fontos ez a cég, mivel stratégiai cél, hogy az ország önellátó legyen lőszerek tekintetében. A Hirtenberger Defence Systems vállalatot át is fogják telepíteni Magyarországra 2022 és 2024 között és várhatóan a Várpalotára tervezett lőszergyárkomplexum részeként fog működni.
Dr. Marót Gáspár védelmi fejlesztésekért felelős kormánybiztos 2022 áprilisában tett nyilatkozata szerint a cég értéke megduplázódott: ma vételár kétszeresét éri egy nemzetközi auditor cég szakvéleménye alapján.

## Cégtörténet
Az 1860-ban alakult cég az ausztriai Hirtenbergben működik, amely Bécstől 33 kilométerre délre található. Mintegy 50 éve foglalkoznak sima csövű aknavetők és aknagránátok gyártásával. Mára az egyik piacvezető vállalattá vált ezen a piacon, leányvállalatai vannak az Egyesült Királyságban, Új-Zélandon.
2019 novemberében kerül a vállalat a magyar állam tulajdonába. A HDS tulajdonosa a magyar állam kizárólagos tulajdonában lévő HDT Védelmi Ipari Kft., amely Nemzeti Védelmi Ipari Innovációs Zrt.-hez (NVII) tartozik. Ez a cég fogja össze holdingként a magyar hadipar állami tulajdonú vállalatait.

## Termékportfólió

### Aknavetők

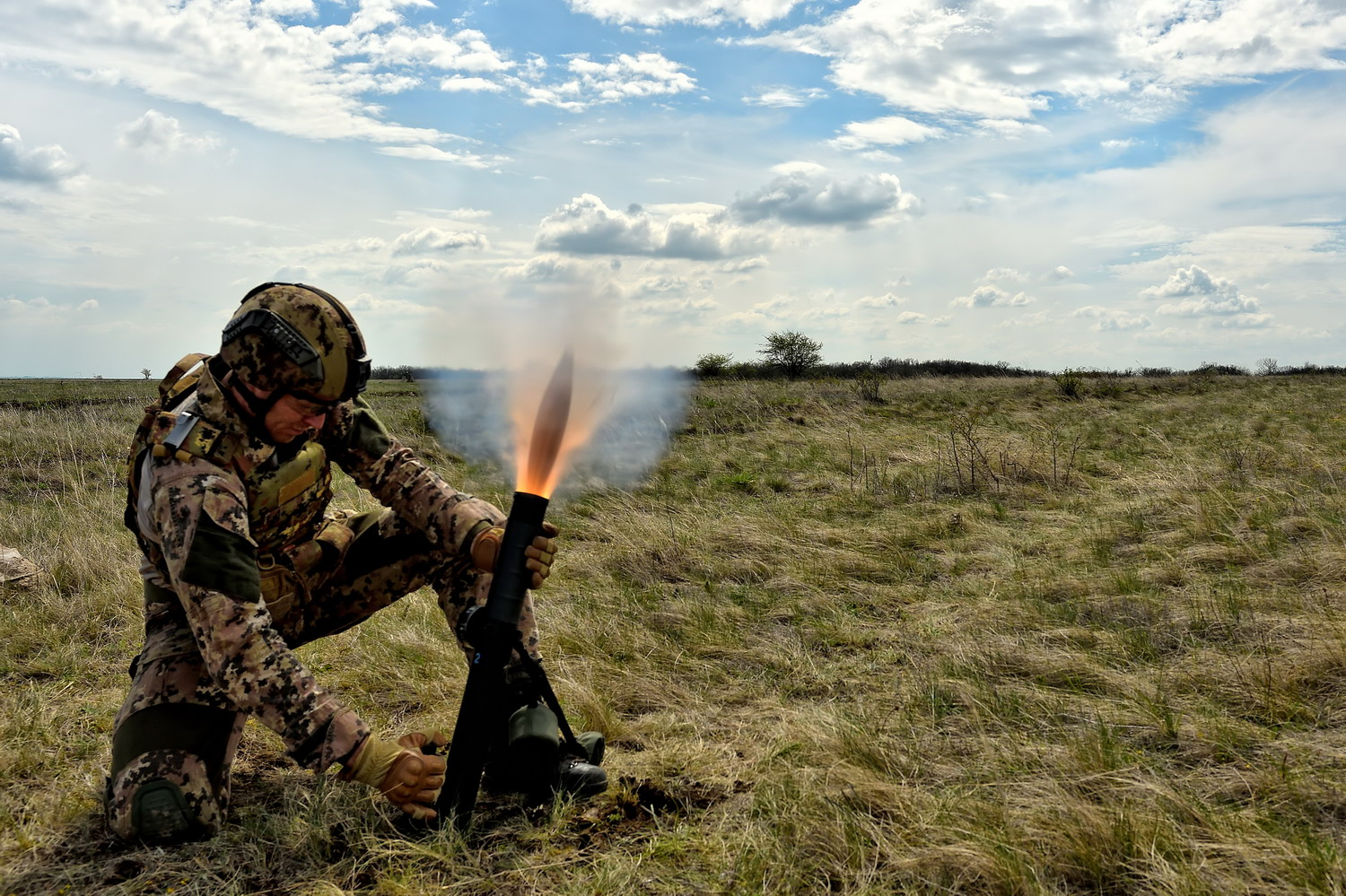
M6 "Commando" aknavető tüzel

#### 60 mm-es M6C "COMMANDO" aknavető
A M6C egy könnyű és könnyen kezelhető fegyverrendszer nagy mobilitású gyalogsági alakulatok számára, amely kivételes műveleti képességeket tesz lehetővé. A rendszer egy aknavetőcsőből, irányzó egységből áll, és ejtőernyősök, kommandós katonák és különleges erők számára készült, egyedi gyártású aknavetőlőszerek is készülnek hozzá. 

#### 60 mm-es M6 aknavető
A M6 egy könnyű, precíziós fegyverrendszer, amely kiváló használhatóságot és teljesítményt kínál a mobil gyalogsági egységek számára. A rendszer tartalmaz egy 60 mm-es sima csövű aknavetőt (amely különböző hosszúságú csövekkel kapható), egy irányzékot, villaállványt és -talpat, valamint aknavetőlőszerek széles választékát a repeszromboló gránátoktól a füstfejlesztős és világító gránátokig. 

#### 81 mm-es M8 aknavető
A M8 egy nagy hatótávolságú fegyverrendszer, amely rendkívül hatékony és pontos nehéz körülmények között is. A különböző csőhosszúságban elérhető 81 mm-es aknavető egy nagy hatótávolságú vetőcsőből, lőszerek széles skálájából, villaállványból és talpból, irányzórendszerekből és az összes ballisztikai adatot tartalmazó teljesen digitális tűzvezérlő rendszerből áll. 

#### 120 mm-es M12 nehéz aknavető
Az M12 megfelel a legkeményebb taktikai és logisztikai kihívásoknak, kivételes teljesítményt nyújtva a legzordabb környezetben is. A rendszer tartalmaz egy 120 mm-es nagy hatótávolságú vetőcsövet, amely különböző csőhosszokban kapható, egy lőszercsaládot, villaállványt és talpat, irányzékokat és egy teljesen digitális tűzvezérlő rendszert, amely tartalmazza az összes ballisztikai adatot. Mozgatását egy egytengelyes utánfutó segíti.

#### 120 mm-es Super Rapid Advanced Mortar System (SRAMS)
A SRAMS félautomata aknavető a HDS és a szingapúri ST Engineering vállalat közös terméke. A HDS fejlesztése az irányzó rendszer, amely a célkoordináták alapján beállítja az aknavetőt. Magát a 120 mm-es aknavetőt kézzel töltik, azonban egy robotkar emeli fel a gránátot a csőszájhoz és ejti a csőbe, ami a kezelőket a 14-15 kilogrammos aknagránátok emelgetésétől megkímélve nagyobb tűzgyorsaságot eredményez. A SRAMS percenként akár tíz gránátot is képes kilőni, kevesebb mint 1 percen belül tűzkésszé tehető. vízszintesen 180 fokban irányozható, függőlegesen 45 és 85 fok között emelhető az aknavető csöve. A SRAMS mozgatáshoz méretéből adódóan mindenképp egy önjáró alváz szükséges. A 2018-ban bemutatott aknavetőnek egyelőre még nincs megrendelője.

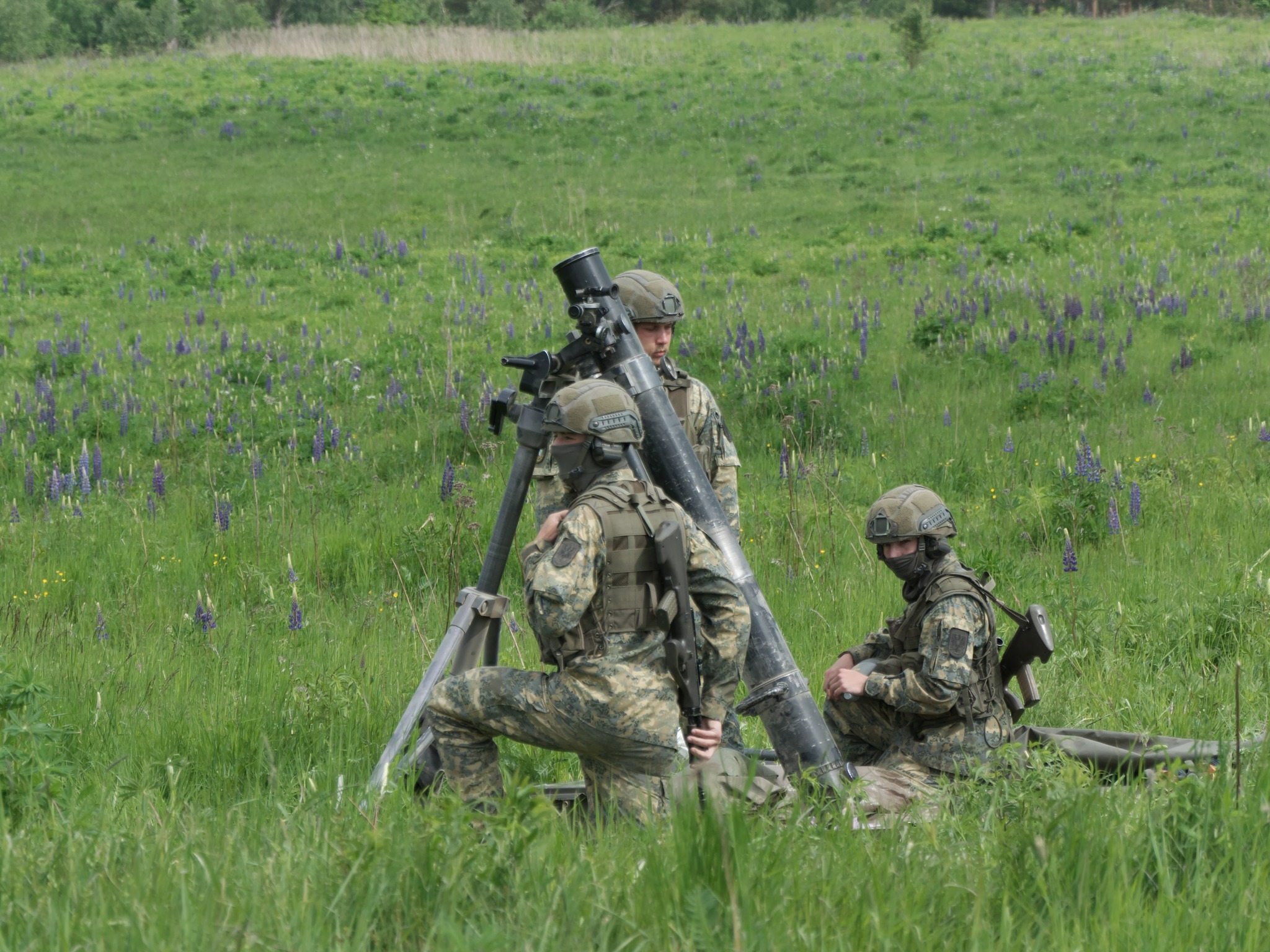
M12 aknavető
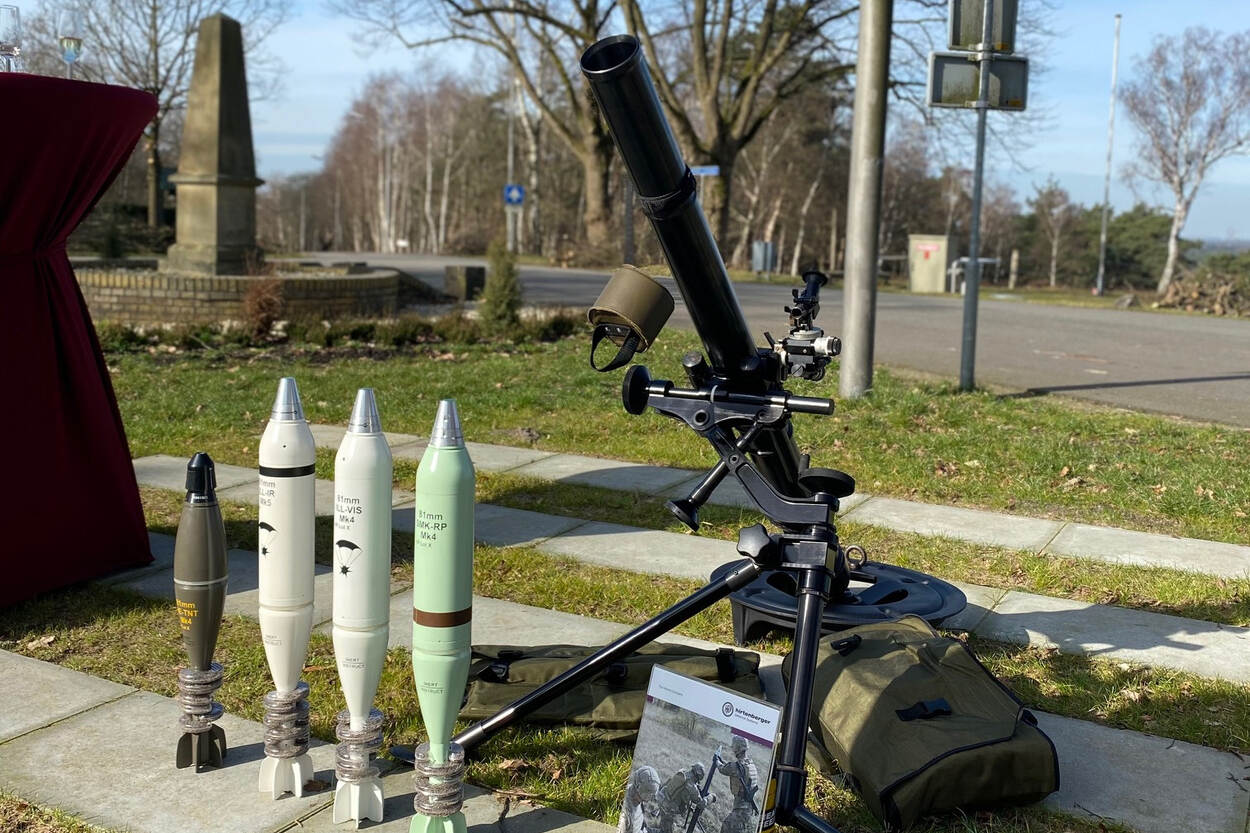
81 mm-es M8 aknavető és lőszerei
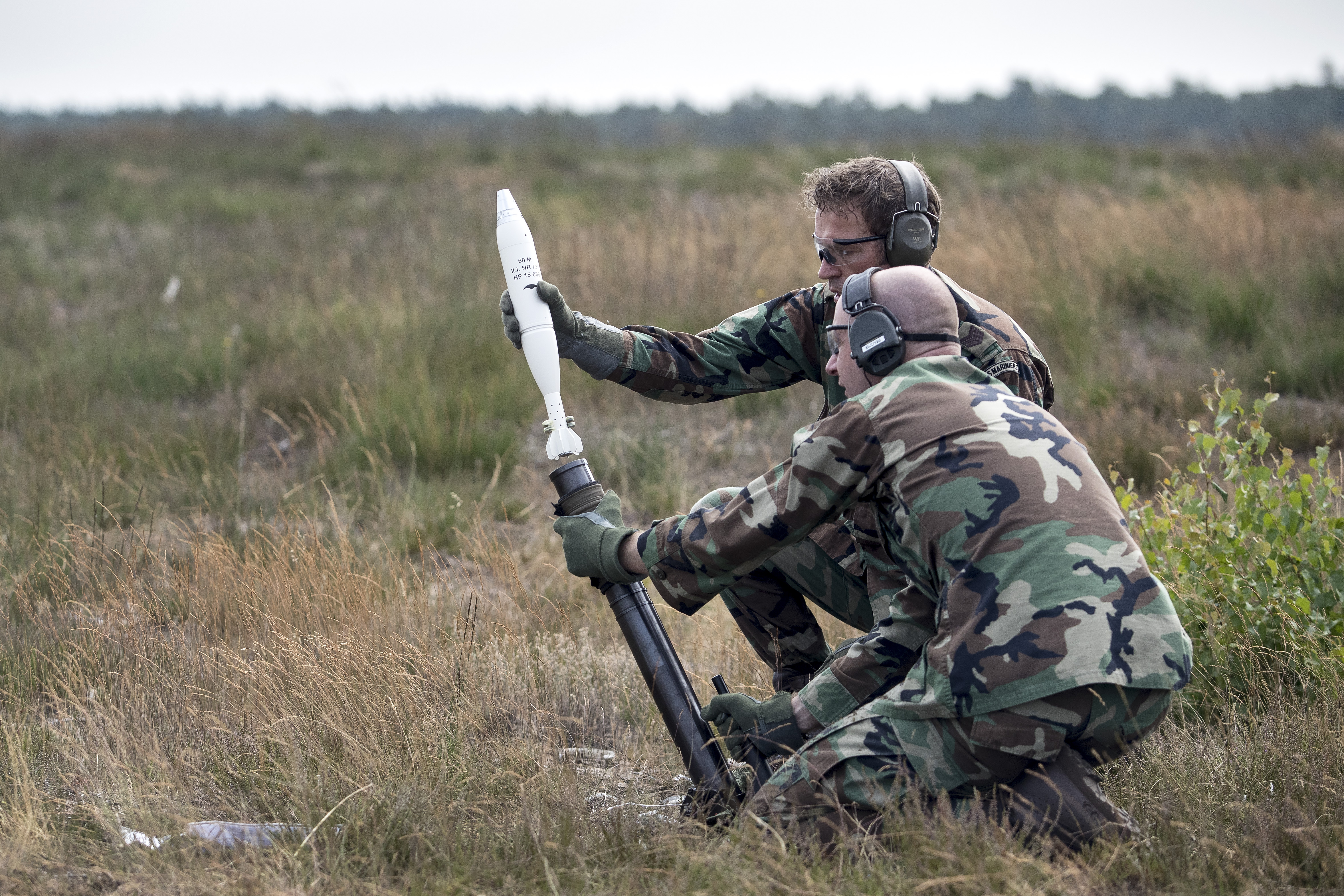
60 mm-es M6C "Commando" aknavető
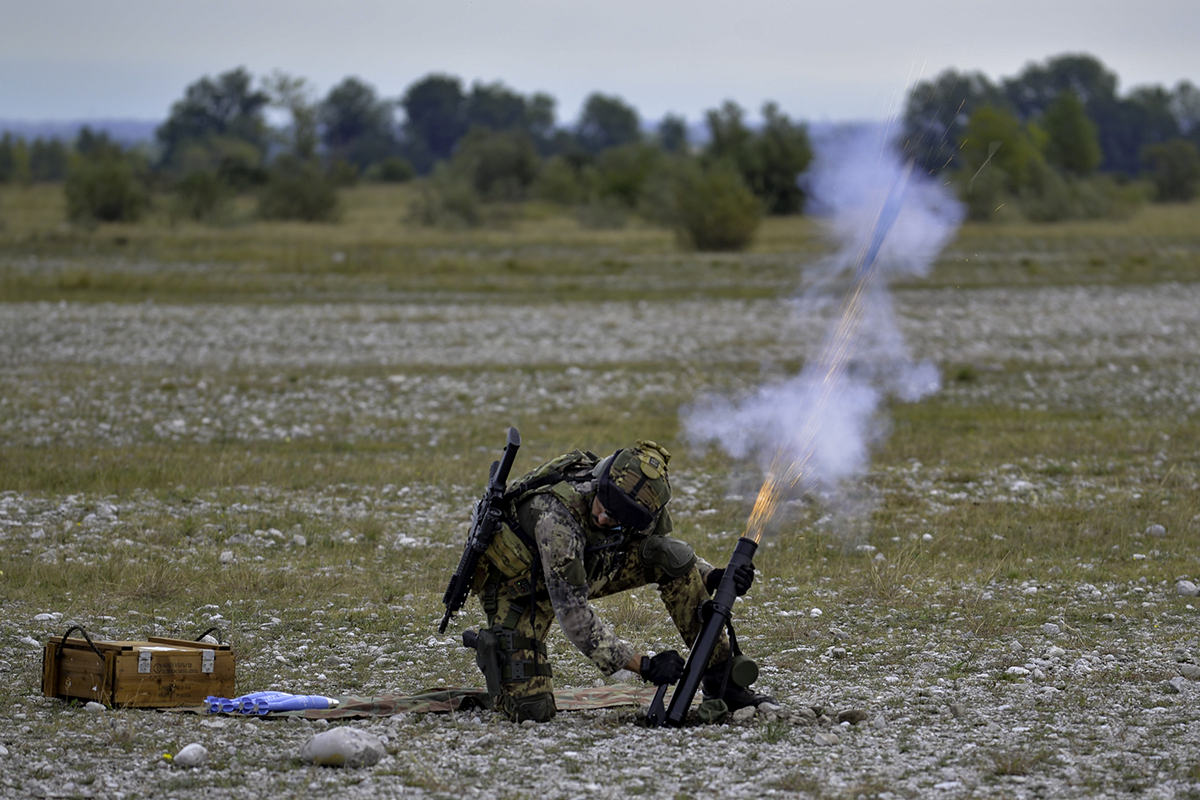
60 mm-es  M6C "Commando" aknavető

### Lőszerek
A HDS aknavetőlőszerek széles választékát is gyártja 60 mm, 81 mm és 120 mm űrméretben.
- Repeszromboló (HE-TNT) - csapódó és föld felett működésbe lépő közelségi gyújtóval egyaránt elérhető ez a lőszer típus
- Gyakorló (PRACTICE) - csak egy jelzőtöltetet tartalmaz a becsapódás helyének láthatóvá tétlére, robbanóanyagot nem tartalmaz.
- Füstfejlesztő, fehérfoszfor-töltetű (SMK-WP)
- Füstfejlesztő, titán-tetraklorid-töltetű (SMK-TTC)
- Füstfejlesztő, vörösfoszfor-töltetű (SMK-RP)
- Látható fénnyel világító gránát (ILL-VIS)
- Infravörös fénnyel világító gránát (ILL-IR)

## Megrendelők
A teljesség igénye nélkül a közelmúlt megrendelései:
 Franciaország - 120 db M6C-640 Mk1 60 mm-es "Commando" aknavető és 18 ezer aknagránát
 Hollandia - 122 db 81 mm-es M8-1365 aknavető és hozzá való lőszerek kerültek megrendelésre 2021-ben. 20 db 120 mm-es aknavető megrendelése is várható rövidesen illetve 2017-ben 155 db  M6 C-640 Mk1 60 mm-es "Commando" aknavető került beszerzésre. Ezzel a holland haderő valamennyi aknavetője Hirtenberger termék lesz.
 Magyarország - ismeretlen számú 120 mm-es M12 aknavető kerül beszerzésre
 Németország - hetvenezer megbízhatatlan, régi 120 mm-es aknavetőlőszerek felújítása és cseréje a Bundeswehr számára